# New York Knicks 2018-2019
La stagione 2018-2019 dei New York Knicks è stata la 73ª stagione della franchigia nella NBA.

## Draft
| Giro | Scelta | Giocatore         | Ruolo | Nazionalità | Università/Squadra |
| ---- | ------ | ----------------- | ----- | ----------- | ------------------ |
| 1    | 9      | Kevin Knox        | AP    | Stati Uniti | Kentucky Wildcats  |
| 2    | 44     | Mitchell Robinson | C     | Stati Uniti | WKU Hilltoppers    |

## Roster
| \| Pos. \| Num. \| Naz. \| Nome \| Altezza \| Peso \| Data nascita \| Provenienza \| \| ---- \| ---- \| ----------------------- \| ------------------- \| ------- \| ------ \| ------------ \| ----------------------- \| \| C \| 00 \| Turchia (bandiera) \| Kanter, Enes \| 211 cm \| 111 kg \| 20-05-1992 \| Turchia \| \| G \| 0 \| Stati Uniti (bandiera) \| Allen, Kadeem \| 191 cm \| 98 kg \| 15-01-1993 \| Arizona \| \| G \| 1 \| RD del Congo (bandiera) \| Mudiay, Emmanuel \| 196 cm \| 91 kg \| 05-03-1996 \| Prime Prep Academy (TX) \| \| A/C \| 2 \| Stati Uniti (bandiera) \| Kornet, Luke \| 216 cm \| 113 kg \| 15-07-1995 \| Vanderbilt \| \| AG \| 4 \| Stati Uniti (bandiera) \| Hicks, Isaiah (TW) \| 206 cm \| 110 kg \| 24-07-1994 \| North Carolina \| \| P \| 5 \| Stati Uniti (bandiera) \| Smith, Dennis \| 191 cm \| 88 kg \| 25-11-1997 \| North Carolina State \| \| C \| 6 \| Stati Uniti (bandiera) \| Jordan, DeAndre \| 211 cm \| 120 kg \| 21-07-1988 \| Texas A&M \| \| G/AP \| 8 \| Croazia (bandiera) \| Hezonja, Mario \| 203 cm \| 102 kg \| 25-02-1995 \| Croazia \| \| P \| 11 \| Francia (bandiera) \| Ntilikina, Frank \| 196 cm \| 86 kg \| 28-07-1998 \| Francia \| \| A \| 14 \| Stati Uniti (bandiera) \| Trier, Allonzo (TW) \| 196 cm \| 91 kg \| 17-01-1996 \| Arizona \| \| AP \| 20 \| Stati Uniti (bandiera) \| Knox, Kevin \| 206 cm \| 98 kg \| 11-08-1999 \| Kentucky \| \| G \| 21 \| Stati Uniti (bandiera) \| Dotson, Damyean \| 196 cm \| 95 kg \| 06-05-1994 \| Houston \| \| G/AP \| 23 \| Stati Uniti (bandiera) \| Matthews, Wesley \| 196 cm \| 100 kg \| 14-10-1986 \| Marquette \| \| C \| 26 \| Stati Uniti (bandiera) \| Robinson, Mitchell \| 216 cm \| 109 kg \| 01-04-1998 \| Chalmette HS \| \| G \| 31 \| Stati Uniti (bandiera) \| Baker, Ron \| 193 cm \| 100 kg \| 30-03-1993 \| Wichita State \| \| A \| 32 \| Stati Uniti (bandiera) \| Vonleh, Noah \| 206 cm \| 113 kg \| 24-08-1995 \| Indiana \| \| AP \| 42 \| Stati Uniti (bandiera) \| Thomas, Lance \| 203 cm \| 107 kg \| 24-04-1988 \| Duke \| | Allenatore - David Fizdale Assistente/i - Jud Buechler - Kaleb Canales - Howard Eisley - Royal Ivey - Keith Smart - Pat Sullivan Legenda - (C) Capitano - (FA) Free agent - (S) Sospeso - (TW) Contratto Two-way - (GL) Assegnato a squadra G League affiliata - Infortunato Roster • Transazioni · Ultima transazione: 3 novembre 2018 |                         |                     |         |        |              |                         |
| Pos. | Num. | Naz.                    | Nome                | Altezza | Peso   | Data nascita | Provenienza             |
| C | 00 | Turchia (bandiera)      | Kanter, Enes        | 211 cm  | 111 kg | 20-05-1992   | Turchia                 |
| G | 0 | Stati Uniti (bandiera)  | Allen, Kadeem       | 191 cm  | 98 kg  | 15-01-1993   | Arizona                 |
| G | 1 | RD del Congo (bandiera) | Mudiay, Emmanuel    | 196 cm  | 91 kg  | 05-03-1996   | Prime Prep Academy (TX) |
| A/C | 2 | Stati Uniti (bandiera)  | Kornet, Luke        | 216 cm  | 113 kg | 15-07-1995   | Vanderbilt              |
| AG | 4 | Stati Uniti (bandiera)  | Hicks, Isaiah (TW)  | 206 cm  | 110 kg | 24-07-1994   | North Carolina          |
| P | 5 | Stati Uniti (bandiera)  | Smith, Dennis       | 191 cm  | 88 kg  | 25-11-1997   | North Carolina State    |
| C | 6 | Stati Uniti (bandiera)  | Jordan, DeAndre     | 211 cm  | 120 kg | 21-07-1988   | Texas A&M               |
| G/AP | 8 | Croazia (bandiera)      | Hezonja, Mario      | 203 cm  | 102 kg | 25-02-1995   | Croazia                 |
| P | 11 | Francia (bandiera)      | Ntilikina, Frank    | 196 cm  | 86 kg  | 28-07-1998   | Francia                 |
| A | 14 | Stati Uniti (bandiera)  | Trier, Allonzo (TW) | 196 cm  | 91 kg  | 17-01-1996   | Arizona                 |
| AP | 20 | Stati Uniti (bandiera)  | Knox, Kevin         | 206 cm  | 98 kg  | 11-08-1999   | Kentucky                |
| G | 21 | Stati Uniti (bandiera)  | Dotson, Damyean     | 196 cm  | 95 kg  | 06-05-1994   | Houston                 |
| G/AP | 23 | Stati Uniti (bandiera)  | Matthews, Wesley    | 196 cm  | 100 kg | 14-10-1986   | Marquette               |
| C | 26 | Stati Uniti (bandiera)  | Robinson, Mitchell  | 216 cm  | 109 kg | 01-04-1998   | Chalmette HS            |
| G | 31 | Stati Uniti (bandiera)  | Baker, Ron          | 193 cm  | 100 kg | 30-03-1993   | Wichita State           |
| A | 32 | Stati Uniti (bandiera)  | Vonleh, Noah        | 206 cm  | 113 kg | 24-08-1995   | Indiana                 |
| AP | 42 | Stati Uniti (bandiera)  | Thomas, Lance       | 203 cm  | 107 kg | 24-04-1988   | Duke                    |

## Classifiche

### Division
| Atlantic Division  | V  | S  | V%    | PR   | Casa | Trasf | Div | PG |
| ------------------ | -- | -- | ----- | ---- | ---- | ----- | --- | -- |
| Toronto Raptors    | 16 | 4  | 0.800 | 0    | 8-2  | 8-2   | 3-1 | 20 |
| Philadelphia 76ers | 13 | 8  | 0.619 | 3.5  | 10-1 | 3-7   | 0-3 | 21 |
| Boston Celtics     | 10 | 10 | 0.500 | 6.0  | 5-3  | 5-7   | 3-2 | 20 |
| Brooklyn Nets      | 8  | 12 | 0.400 | 8.0  | 3-5  | 5-7   | 2-1 | 20 |
| N.Y. Knicks        | 6  | 14 | 0.300 | 10.0 | 3-6  | 3-8   | 2-3 | 20 |

### Conference
| Eastern Conference | Eastern Conference     | Eastern Conference | Eastern Conference | Eastern Conference | Eastern Conference | Eastern Conference |
| #                  | Squadra                | V                  | S                  | V%                 | PR                 | PG                 |
| ------------------ | ---------------------- | ------------------ | ------------------ | ------------------ | ------------------ | ------------------ |
| 1                  | z – Milwaukee Bucks    | 60                 | 22                 | .732               | –                  | 82                 |
| 2                  | y – Toronto Raptors    | 58                 | 24                 | .707               | 2,0                | 82                 |
| 3                  | x – Philadelphia 76ers | 51                 | 31                 | .622               | 9,0                | 82                 |
| 4                  | x – Boston Celtics     | 49                 | 33                 | .598               | 11,0               | 82                 |
| 5                  | x – Indiana Pacers     | 48                 | 34                 | .585               | 12,0               | 82                 |
| 6                  | x – Brooklyn Nets      | 42                 | 40                 | .512               | 18,0               | 82                 |
| 7                  | y – Orlando Magic      | 42                 | 40                 | .512               | 18,0               | 82                 |
| 8                  | x – Detroit Pistons    | 41                 | 41                 | .500               | 19,0               | 82                 |
|                    |                        |                    |                    |                    |                    |                    |
| 9                  | Charlotte Hornets      | 39                 | 43                 | .476               | 21,0               | 82                 |
| 10                 | Miami Heat             | 39                 | 43                 | .476               | 21,0               | 82                 |
| 11                 | Wash. Wizards          | 32                 | 50                 | .390               | 28,0               | 82                 |
| 12                 | Atlanta Hawks          | 29                 | 53                 | .354               | 31,0               | 82                 |
| 13                 | Chicago Bulls          | 22                 | 60                 | .268               | 38,0               | 82                 |
| 14                 | Cleveland Cavaliers    | 19                 | 63                 | .232               | 41,0               | 82                 |
| 15                 | N.Y. Knicks            | 17                 | 65                 | .207               | 43,0               | 82                 |

## Mercato

### Free Agency
Rinnovi
| Data          | Giocatore    |
| ------------- | ------------ |
| 3 luglio 2018 | Isaiah Hicks |
| 6 luglio 2018 | Luke Kornet  |

#### Acquisti
| Data              | Giocatore     | Provenienza      |
| ----------------- | ------------- | ---------------- |
| 3 luglio 2018     | Allonzo Trier | Arizona Wildcats |
| 6 luglio 2018     | Mario Hezonja | Orlando Magic    |
| 24 luglio 2018    | Noah Vonleh   | Chicago Bulls    |
| 25 luglio 2018    | Kadeem Allen  | Boston Celtics   |
| 25 settembre 2018 | Tyrius Walker | Morehouse Tigers |

#### Cessioni
| Giocatore       | Contratto  | Destinazione     |
| --------------- | ---------- | ---------------- |
| Kyle O'Quinn    | Free Agent | Indiana Pacers   |
| Troy Williams   | Svincolato | N.O. Pelicans    |
| Michael Beasley | Free Agent | L.A. Lakers      |
| Johnny O'Bryant | Free Agent | Maccabi Tel Aviv |

## Calendario e risultati

### Preseason
| Preseason 2018                                    | Preseason 2018                                    | Preseason 2018                                    | Preseason 2018                                    | Preseason 2018                                    | Preseason 2018                                    | Preseason 2018                                    | Preseason 2018                                    | Preseason 2018                                    |
| Record preseason: 3-2 (Casa: 1-2; Trasferta: 2-0) | Record preseason: 3-2 (Casa: 1-2; Trasferta: 2-0) | Record preseason: 3-2 (Casa: 1-2; Trasferta: 2-0) | Record preseason: 3-2 (Casa: 1-2; Trasferta: 2-0) | Record preseason: 3-2 (Casa: 1-2; Trasferta: 2-0) | Record preseason: 3-2 (Casa: 1-2; Trasferta: 2-0) | Record preseason: 3-2 (Casa: 1-2; Trasferta: 2-0) | Record preseason: 3-2 (Casa: 1-2; Trasferta: 2-0) | Record preseason: 3-2 (Casa: 1-2; Trasferta: 2-0) |
| Partita                                           | Data                                              | Avversario                                        | Punteggio                                         | Più punti                                         | Più rimbalzi                                      | Più assist                                        | Stadio e spettatori                               | Record                                            |
| ------------------------------------------------- | ------------------------------------------------- | ------------------------------------------------- | ------------------------------------------------- | ------------------------------------------------- | ------------------------------------------------- | ------------------------------------------------- | ------------------------------------------------- | ------------------------------------------------- |
| 1                                                 | 1.10.2018                                         | @ Wash. Wizards                                   | V 124-121 (OT)                                    | Dotson (14)                                       | Knox (10)                                         | Mudiay (5)                                        | Capital One Arena (11.826)                        | 1-0                                               |
| 2                                                 | 3.10.2018                                         | @ Brooklyn Nets                                   | V 107-102                                         | Trier (25)                                        | Kanter (20)                                       | Burke (3)                                         | Barclays Center (12.424)                          | 2-0                                               |
| 3                                                 | 5.10.2018                                         | N.O. Pelicans                                     | V 106-100                                         | Hardaway (23)                                     | Kanter (8)                                        | Mudiay (5)                                        | Madison Square Garden (17.162)                    | 3-0                                               |
| 4                                                 | 10.10.2018                                        | Wash. Wizards                                     | P 98-110                                          | Hardaway, Trier (18)                              | Vonleh (7)                                        | Mudiay, Trier (4)                                 | Madison Square Garden (19.763)                    | 3-1                                               |
| 5                                                 | 12.10.2018                                        | Brooklyn Nets                                     | P 107-113                                         | Hardaway (21)                                     | Vonleh (7)                                        | Ntilikina (5)                                     | Madison Square Garden (19.812)                    | 3-2                                               |

### Regular season

#### Ottobre
| Ottobre 2018                                    | Ottobre 2018                                    | Ottobre 2018                                    | Ottobre 2018                                    | Ottobre 2018                                    | Ottobre 2018                                    | Ottobre 2018                                    | Ottobre 2018                                    | Ottobre 2018                                    |
| Record ottobre: 2-6 (Casa: 2-3; Trasferta: 0-3) | Record ottobre: 2-6 (Casa: 2-3; Trasferta: 0-3) | Record ottobre: 2-6 (Casa: 2-3; Trasferta: 0-3) | Record ottobre: 2-6 (Casa: 2-3; Trasferta: 0-3) | Record ottobre: 2-6 (Casa: 2-3; Trasferta: 0-3) | Record ottobre: 2-6 (Casa: 2-3; Trasferta: 0-3) | Record ottobre: 2-6 (Casa: 2-3; Trasferta: 0-3) | Record ottobre: 2-6 (Casa: 2-3; Trasferta: 0-3) | Record ottobre: 2-6 (Casa: 2-3; Trasferta: 0-3) |
| Partita                                         | Data                                            | Avversario                                      | Punteggio                                       | Più punti                                       | Più rimbalzi                                    | Più assist                                      | Stadio e spettatori                             | Record                                          |
| ----------------------------------------------- | ----------------------------------------------- | ----------------------------------------------- | ----------------------------------------------- | ----------------------------------------------- | ----------------------------------------------- | ----------------------------------------------- | ----------------------------------------------- | ----------------------------------------------- |
| 1                                               | 17.10.2018                                      | Atlanta Hawks                                   | V 126-107                                       | Hardaway (31)                                   | Kanter (11)                                     | Hardaway (5)                                    | Madison Square Garden (18.249)                  | 1-0                                             |
| 2                                               | 19.10.2018                                      | @ Brooklyn Nets                                 | P 105-107                                       | Hardaway, Kanter (29)                           | Kanter (10)                                     | Burke, Ntilikina (4)                            | Barclays Center (17.732)                        | 1-1                                             |
| 3                                               | 20.10.2018                                      | Boston Celtics                                  | P 101-103                                       | Hardaway (34)                                   | Kanter (9)                                      | Thomas, Kanter, Hardaway, Trier (3)             | Madison Square Garden (19.427)                  | 1-2                                             |
| 4                                               | 22.10.2018                                      | @ Milwaukee Bucks                               | P 113-124                                       | Hardaway (24)                                   | Kanter (13)                                     | Ntilikina (5)                                   | Fiserv Forum (16.228)                           | 1-3                                             |
| 5                                               | 24.10.2018                                      | @ Miami Heat                                    | P 87-110                                        | Dotson (20)                                     | Dotson (10)                                     | Ntilikina (4)                                   | American Airlines Arena (19.600)                | 1-4                                             |
| 6                                               | 26.10.2018                                      | G.S. Warriors                                   | P 100-128                                       | Hardaway (24)                                   | Kanter (13)                                     | Hardaway, Vonleh (4)                            | Madison Square Garden (19.812)                  | 1-5                                             |
| 7                                               | 29.10.2018                                      | Brooklyn Nets                                   | V 115-96                                        | Hardaway (25)                                   | Vonleh (10)                                     | Hardaway (8)                                    | Madison Square Garden (19.221)                  | 2-5                                             |
| 8                                               | 31.10.2018                                      | Indiana Pacers                                  | P 101-107                                       | Hardaway (37)                                   | Vonleh (10)                                     | Ntilikina (7)                                   | Madison Square Garden (18.295)                  | 2-6                                             |

#### Novembre
| Novembre 2018                                     | Novembre 2018                                     | Novembre 2018                                     | Novembre 2018                                     | Novembre 2018                                     | Novembre 2018                                     | Novembre 2018                                     | Novembre 2018                                     | Novembre 2018                                     |
| Record novembre: 5-10 (Casa: 1-3; Trasferta: 4-7) | Record novembre: 5-10 (Casa: 1-3; Trasferta: 4-7) | Record novembre: 5-10 (Casa: 1-3; Trasferta: 4-7) | Record novembre: 5-10 (Casa: 1-3; Trasferta: 4-7) | Record novembre: 5-10 (Casa: 1-3; Trasferta: 4-7) | Record novembre: 5-10 (Casa: 1-3; Trasferta: 4-7) | Record novembre: 5-10 (Casa: 1-3; Trasferta: 4-7) | Record novembre: 5-10 (Casa: 1-3; Trasferta: 4-7) | Record novembre: 5-10 (Casa: 1-3; Trasferta: 4-7) |
| Partita                                           | Data                                              | Avversario                                        | Punteggio                                         | Più punti                                         | Più rimbalzi                                      | Più assist                                        | Stadio e spettatori                               | Record                                            |
| ------------------------------------------------- | ------------------------------------------------- | ------------------------------------------------- | ------------------------------------------------- | ------------------------------------------------- | ------------------------------------------------- | ------------------------------------------------- | ------------------------------------------------- | ------------------------------------------------- |
| 9                                                 | 2.11.2018                                         | @ Dallas Mavericks                                | V 118-106                                         | Trier (23)                                        | Robinson (10)                                     | Ntilikina (7)                                     | American Airlines Center (20.008)                 | 3-6                                               |
| 10                                                | 4.11.2018                                         | @ Wash. Wizards                                   | P 95-108                                          | Kanter (18)                                       | Kanter (12)                                       | Ntilikina, Hardaway (4)                           | Capital One Arena (16.679)                        | 3-7                                               |
| 11                                                | 5.11.2018                                         | Chicago Bulls                                     | P 115-116 (2OT)                                   | Kanter (23)                                       | Kanter (24)                                       | Kanter (7)                                        | Madison Square Garden (19.812)                    | 3-8                                               |
| 12                                                | 7.11.2018                                         | @ Atlanta Hawks                                   | V 112-107                                         | Hardaway (34)                                     | Vonleh (13)                                       | Ntilikina, Hardaway (3)                           | State Farm Arena (12.412)                         | 4-8                                               |
| 13                                                | 10.11.2018                                        | @ Toronto Raptors                                 | P 112-128                                         | Hardaway (27)                                     | Kanter (15)                                       | Ntilikina (4)                                     | Scotiabank Arena (19.800)                         | 4-9                                               |
| 14                                                | 11.11.2018                                        | Orlando Magic                                     | P 89-115                                          | Knox (15)                                         | Kanter (15)                                       | Burke (5)                                         | Madison Square Garden (19.812)                    | 4-10                                              |
| 15                                                | 14.11.2018                                        | @ Oklahoma Thunder                                | P 103-128                                         | Hardaway (20)                                     | Hezonja (6)                                       | Mudiay (5)                                        | Chesapeake Energy Arena (18.203)                  | 4-11                                              |
| 16                                                | 16.11.2018                                        | @ N.O. Pelicans                                   | P 121-129                                         | Hardaway (30)                                     | Hardaway (8)                                      | Trier (5)                                         | Smoothie King Center (14.717)                     | 4-12                                              |
| 17                                                | 18.11.2018                                        | @ Orlando Magic                                   | P 117-131                                         | Hardaway (32)                                     | Kanter (19)                                       | Kanter (3)                                        | Amway Center (15.898)                             | 4-13                                              |
| 18                                                | 20.11.2018                                        | Portland T. Blazers                               | P 114-118                                         | Hardaway (32)                                     | Vonleh (14)                                       | Kanter (6)                                        | Madison Square Garden (19.812)                    | 4-14                                              |
| 19                                                | 21.11.2018                                        | @ Boston Celtics                                  | V 117-109                                         | Burke (29)                                        | Vonleh, Kanter (10)                               | Burke (11)                                        | TD Garden (18.624)                                | 5-14                                              |
| 20                                                | 23.11.2018                                        | N.O. Pelicans                                     | V 114-109                                         | Mudiay (29)                                       | Kanter (10)                                       | Vonleh (11)                                       | Madison Square Garden (18.948)                    | 6-14                                              |
| 21                                                | 25.11.2018                                        | @ Memphis Grizzlies                               | V 103-98                                          | Hardaway (22)                                     | Kanter (26)                                       | Mudiay (4)                                        | FedExForum (14.331)                               | 7-14                                              |
| 22                                                | 27.11.2018                                        | @ Detroit Pistons                                 | P 108-115                                         | Trier (24)                                        | Kanter (14)                                       | Trier (7)                                         | Little Caesars Arena (13.935)                     | 7-15                                              |
| 23                                                | 28.11.2018                                        | @ Philadelphia 76ers                              | P 91-117                                          | Hezonja, Kanter (17)                              | Vonleh, Knox (7)                                  | Hardaway (3)                                      | Wells Fargo Center (20.274)                       | 7-16                                              |

#### Dicembre
| Dicembre 2018                                     | Dicembre 2018                                     | Dicembre 2018                                     | Dicembre 2018                                     | Dicembre 2018                                     | Dicembre 2018                                     | Dicembre 2018                                     | Dicembre 2018                                     | Dicembre 2018                                     |
| Record dicembre: 2-12 (Casa: 1-6; Trasferta: 1-6) | Record dicembre: 2-12 (Casa: 1-6; Trasferta: 1-6) | Record dicembre: 2-12 (Casa: 1-6; Trasferta: 1-6) | Record dicembre: 2-12 (Casa: 1-6; Trasferta: 1-6) | Record dicembre: 2-12 (Casa: 1-6; Trasferta: 1-6) | Record dicembre: 2-12 (Casa: 1-6; Trasferta: 1-6) | Record dicembre: 2-12 (Casa: 1-6; Trasferta: 1-6) | Record dicembre: 2-12 (Casa: 1-6; Trasferta: 1-6) | Record dicembre: 2-12 (Casa: 1-6; Trasferta: 1-6) |
| Partita                                           | Data                                              | Avversario                                        | Punteggio                                         | Più punti                                         | Più rimbalzi                                      | Più assist                                        | Stadio e spettatori                               | Record                                            |
| ------------------------------------------------- | ------------------------------------------------- | ------------------------------------------------- | ------------------------------------------------- | ------------------------------------------------- | ------------------------------------------------- | ------------------------------------------------- | ------------------------------------------------- | ------------------------------------------------- |
| 24                                                | 1.12.2018                                         | Milwaukee Bucks                                   | V 136-134 (OT)                                    | Mudiay (28)                                       | Kanter (7)                                        | Hardaway (8)                                      | Madison Square Garden (19.812)                    | 8-16                                              |
| 25                                                | 3.12.2018                                         | Wash. Wizards                                     | P 107-110                                         | Hardaway (20)                                     | Kanter (16)                                       | Mudiay, Knox (4)                                  | Madison Square Garden (19.440)                    | 8-17                                              |
| 26                                                | 6.12.2018                                         | @ Boston Celtics                                  | P 100-128                                         | Hardaway (22)                                     | Kanter (11)                                       | Mudiay (6)                                        | TD Garden (18.624)                                | 8-18                                              |
| 27                                                | 8.12.2018                                         | Brooklyn Nets                                     | P 104-112                                         | Kanter (23)                                       | Kanter (14)                                       | Mudiay, Vonleh (4)                                | Madison Square Garden (18.662)                    | 8-19                                              |
| 28                                                | 9.12.2018                                         | Charlotte Hornets                                 | P 107-119                                         | Knox (26)                                         | Knox (15)                                         | Vonleh (9)                                        | Madison Square Garden (18.602)                    | 8-20                                              |
| 29                                                | 12.12.2018                                        | @ Cleveland Cavaliers                             | P 106-113                                         | Hardaway, Kanter (20)                             | Kanter (10)                                       | Mudiay (7)                                        | Quicken Loans Arena (19.432)                      | 8-21                                              |
| 30                                                | 14.12.2018                                        | @ Charlotte Hornets                               | V 126-124 (OT)                                    | Mudiay (34)                                       | Vonleh (11)                                       | Mudiay (8)                                        | Spectrum Center (17.622)                          | 9-21                                              |
| 31                                                | 15.12.2018                                        | @ Indiana Pacers                                  | P 99-110                                          | Kanter (20)                                       | Kanter (15)                                       | Mudiay (6)                                        | Bankers Life Fieldhouse (16.646)                  | 9-22                                              |
| 32                                                | 17.12.2018                                        | Phoenix Suns                                      | P 110-128                                         | Mudiay (32)                                       | Kanter (10)                                       | Mudiay (6)                                        | Madison Square Garden (18.437)                    | 9-23                                              |
| 33                                                | 19.12.2018                                        | @ Philadelphia 76ers                              | P 109-131                                         | Knox (21)                                         | Vonleh (10)                                       | Mudiay, Hardaway, Vonleh (5)                      | Wells Fargo Center (20.424)                       | 9-24                                              |
| 34                                                | 21.12.2018                                        | Atlanta Hawks                                     | P 107-114                                         | Mudiay (32)                                       | Vonleh (10)                                       | Hardaway (5)                                      | Madison Square Garden (19.080)                    | 9-25                                              |
| 35                                                | 25.12.2018                                        | Milwaukee Bucks                                   | P 95-109                                          | Knox (21)                                         | Vonleh (15)                                       | Mudiay (5)                                        | Madison Square Garden (19.812)                    | 9-26                                              |
| 36                                                | 27.12.2018                                        | @ Milwaukee Bucks                                 | P 96-112                                          | Kornet (23)                                       | Vonleh (13)                                       | Mudiay (6)                                        | Fiserv Forum (18.058)                             | 9-27                                              |
| 37                                                | 29.12.2018                                        | @ Utah Jazz                                       | P 97-129                                          | Hardaway (18)                                     | Vonleh (9)                                        | Kornet, Mudiay (5)                                | Vivint Smart Home Arena (18.306)                  | 9-28                                              |

#### Gennaio
| Gennaio 2019                                     | Gennaio 2019                                     | Gennaio 2019                                     | Gennaio 2019                                     | Gennaio 2019                                     | Gennaio 2019                                     | Gennaio 2019                                     | Gennaio 2019                                     | Gennaio 2019                                     |
| Record gennaio: 1-12 (Casa: 0-6; Trasferta: 1-6) | Record gennaio: 1-12 (Casa: 0-6; Trasferta: 1-6) | Record gennaio: 1-12 (Casa: 0-6; Trasferta: 1-6) | Record gennaio: 1-12 (Casa: 0-6; Trasferta: 1-6) | Record gennaio: 1-12 (Casa: 0-6; Trasferta: 1-6) | Record gennaio: 1-12 (Casa: 0-6; Trasferta: 1-6) | Record gennaio: 1-12 (Casa: 0-6; Trasferta: 1-6) | Record gennaio: 1-12 (Casa: 0-6; Trasferta: 1-6) | Record gennaio: 1-12 (Casa: 0-6; Trasferta: 1-6) |
| Partita                                          | Data                                             | Avversario                                       | Punteggio                                        | Più punti                                        | Più rimbalzi                                     | Più assist                                       | Stadio e spettatori                              | Record                                           |
| ------------------------------------------------ | ------------------------------------------------ | ------------------------------------------------ | ------------------------------------------------ | ------------------------------------------------ | ------------------------------------------------ | ------------------------------------------------ | ------------------------------------------------ | ------------------------------------------------ |
| 38                                               | 1.1.2019                                         | @ Denver Nuggets                                 | P 108-115                                        | Kornet (18)                                      | Vonleh (9)                                       | Mudiay (5)                                       | Pepsi Center (19.520)                            | 9-29                                             |
| 39                                               | 4.1.2019                                         | @ L.A. Lakers                                    | V 119-112                                        | Hardaway (22)                                    | Vonleh (10)                                      | Mudiay (6)                                       | Staples Center (18.997)                          | 10-29                                            |
| 40                                               | 7.1.2019                                         | @ Portland T. Blazers                            | P 101-111                                        | Mudiay (17)                                      | Vonleh, Kanter (14)                              | Mudiay (7)                                       | Moda Center (19.026)                             | 10-30                                            |
| 41                                               | 8.1.2019                                         | @ G.S. Warriors                                  | P 95-122                                         | Hezonja (19)                                     | Kanter (16)                                      | Mudiay (4)                                       | Oracle Arena (19.596)                            | 10-31                                            |
| 42                                               | 11.1.2019                                        | Indiana Pacers                                   | P 106-121                                        | Mudiay (19)                                      | Thomas (16)                                      | Dotson (4)                                       | Madison Square Garden (19.812)                   | 10-32                                            |
| 43                                               | 13.1.2019                                        | Philadelphia 76ers                               | P 105-108                                        | Knox (31)                                        | Knox (7)                                         | Ntilikina (6)                                    | Madison Square Garden (18.596)                   | 10-33                                            |
| 44                                               | 17.1.2019                                        | @ Wash. Wizards                                  | P 100-101                                        | Mudiay (25)                                      | Vonleh (10)                                      | Trier (3)                                        | The O2 Arena (19.078)                            | 10-34                                            |
| 45                                               | 21.1.2019                                        | Oklahoma Thunder                                 | P 109-127                                        | Hardaway (23)                                    | Robinson, Trier (6)                              | Trier (8)                                        | Madison Square Garden (19.493)                   | 10-35                                            |
| 46                                               | 23.1.2019                                        | Houston Rockets                                  | P 110-114                                        | Trier (31)                                       | Vonleh, Trier (10)                               | Ntilikina (6)                                    | Madison Square Garden (18.819)                   | 10-36                                            |
| 47                                               | 25.1.2019                                        | @ Brooklyn Nets                                  | P 99-109                                         | Burke (25)                                       | Vonleh (13)                                      | Ntilikina, Burke (5)                             | Barclays Center (17.033)                         | 10-37                                            |
| 48                                               | 27.1.2019                                        | Miami Heat                                       | P 97-106                                         | Hardaway (22)                                    | Vonleh (9)                                       | Hardaway (5)                                     | Madison Square Garden (18.852)                   | 10-38                                            |
| 49                                               | 28.1.2019                                        | @ Charlotte Hornets                              | P 92-101                                         | Knox (19)                                        | Vonleh (12)                                      | Hardaway (4)                                     | Spectrum Center (13.963)                         | 10-39                                            |
| 50                                               | 23.1.2019                                        | Dallas Mavericks                                 | P 90-114                                         | Knox (17)                                        | Robinson (7)                                     | Hardaway, Allen, Burke (3)                       | Madison Square Garden (18.842)                   | 10-40                                            |

#### Febbraio
| Febbraio 2019                                    | Febbraio 2019                                    | Febbraio 2019                                    | Febbraio 2019                                    | Febbraio 2019                                    | Febbraio 2019                                    | Febbraio 2019                                    | Febbraio 2019                                    | Febbraio 2019                                    |
| Record febbraio: 0-3 (Casa: 0-3; Trasferta: 0-0) | Record febbraio: 0-3 (Casa: 0-3; Trasferta: 0-0) | Record febbraio: 0-3 (Casa: 0-3; Trasferta: 0-0) | Record febbraio: 0-3 (Casa: 0-3; Trasferta: 0-0) | Record febbraio: 0-3 (Casa: 0-3; Trasferta: 0-0) | Record febbraio: 0-3 (Casa: 0-3; Trasferta: 0-0) | Record febbraio: 0-3 (Casa: 0-3; Trasferta: 0-0) | Record febbraio: 0-3 (Casa: 0-3; Trasferta: 0-0) | Record febbraio: 0-3 (Casa: 0-3; Trasferta: 0-0) |
| Partita                                          | Data                                             | Avversario                                       | Punteggio                                        | Più punti                                        | Più rimbalzi                                     | Più assist                                       | Stadio e spettatori                              | Record                                           |
| ------------------------------------------------ | ------------------------------------------------ | ------------------------------------------------ | ------------------------------------------------ | ------------------------------------------------ | ------------------------------------------------ | ------------------------------------------------ | ------------------------------------------------ | ------------------------------------------------ |
| 51                                               | 1.2.2019                                         | Boston Celtics                                   | P 99-113                                         | Dotson (22)                                      | Vonleh (11)                                      | Vonleh (7)                                       | Madison Square Garden (18.343)                   | 10-41                                            |
| 52                                               | 3.2.2019                                         | Memphis Grizzlies                                | P 84-96                                          | Knox (17)                                        | Jordan (12)                                      | Smith (7)                                        | Madison Square Garden (17.025)                   | 10-42                                            |
| 53                                               | 5.2.2019                                         | Detroit Pistons                                  | P 92-105                                         | Smith (25)                                       | Robinson (10)                                    | Smith (6)                                        | Madison Square Garden (17.853)                   | 10-43                                            |

## Premi individuali
| Assegnato a | Premio                             | Data premio    | Ref.  |
| ----------- | ---------------------------------- | -------------- | ----- |
| Kevin Knox  | Rookie del mese Eastern Conference | 3 gennaio 2018 | [ 1 ] |